# Gieorgij Burkow
Gieorgij Iwanowicz Burkow (ros. Гео́ргий Ива́нович Бурко́в, ur. 31 maja 1933 w Permie, zm. 19 lipca 1990 w Moskwie) – radziecki aktor filmowy i głosowy. Wystąpił w ponad 70 filmach w latach 1967–1988.

## Życiorys
Jako aktor zaczynał swoją działalność w amatorskim teatrze w Bierieznikach, potem ukończył Studium Teatralne przy Permskim Domu Oficerów. W trakcie występów w Nowosybirsku został zauważony przez głównego reżysera moskiewskiego Teatru Dramatycznego  – Anachina, który zaproponował mu pracę w Moskwie. Aktor odniósł tam sukces dzięki roli Fiedi Protasowa w Żywym trupie Tołstoja.
Burkow zmarł 19 lipca 1990 roku na zakrzepicę w wieku 57 lat. Został pochowany na Cmentarzu Wagańkowskim.

## Wybrana filmografia

### Filmy fabularne
- 1986: Borys Godunow jako Warłaam
- 1985: Gostja iz buduszczego jako doktor Alik Borisowicz
- 1979: Wzlot jako Rokotow
- 1979: Garaż jako Witalij Kuźmicz Fietisow
- 1977: Romans biurowy
- 1977: Podranki jako Siergiej Pogarcew
- 1977: Nieszczęście jako Kola
- 1975: Ironia losu jako Misza, przyjaciel Żeni
- 1975: Oni walczyli za ojczyznę jako Aleksandr Kopytowski
- 1973: Kalina czerwona jako Guboszoł, szef gangu
- 1972: Pogwarki jako złodziej w pociągu
- 1971: Na rabunek jako Fiodor Fiediajew
- 1969: Wyzwolenie

### Filmy animowane
- 1988: Łatwowierny smok
- 1988: Koszka kotoraja gulała sama po siebie
- 1982: Był sobie pies jako pies
- 1980: Prezent dla zająca